# David Schatz
David Schatz (Dresda, 1667 o 1668 – Lipsia, 5 marzo 1750) è stato un architetto tedesco di giardini del barocco di Dresda.
Come allievo del capomastro Pöppelmann, portò lo stile barocco di Dresda a Lipsia e nelle regioni rurali dell'Elettorato di Sassonia. Fu anche l'architetto di corte dello Schwarzburg polacco e dal 1714 architetto sassone.

## Biografia

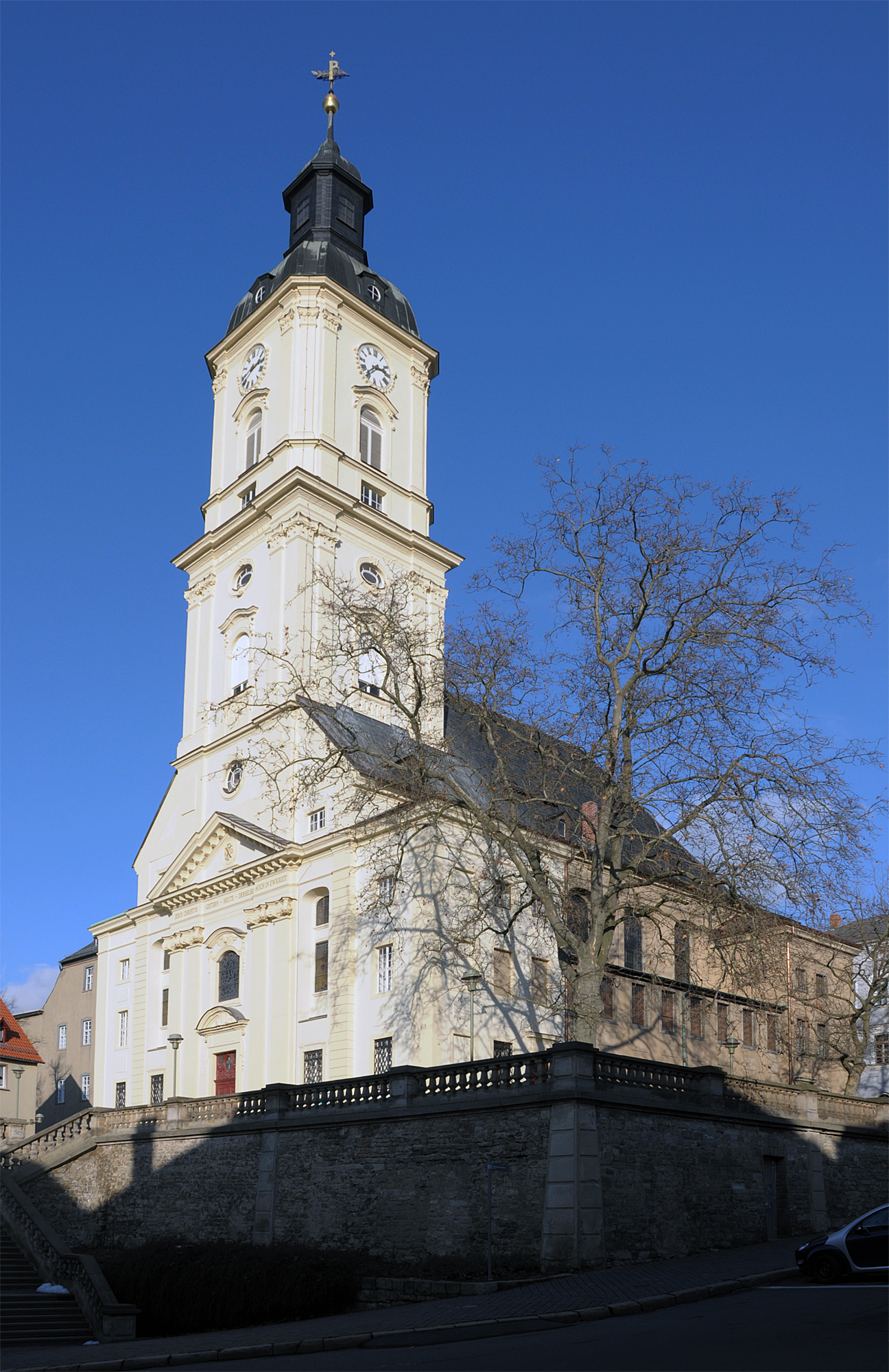
Chiesa del Salvatore a Gera

L'architetto e paesaggista David Schatz, che non deve essere confuso con l'omonimo costruttore di Colditz , proveniva da un ambiente povero e imparò il mestiere di giardiniere a Dresda. Apparteneva alla cerchia attorno a Matthäus Daniel Pöppelmann (1662-1736) e mantenne buoni rapporti con la corte di Augusto il Forte, prima di trasferirsi a Lipsia, nel 1700, forse su richiesta dei fratelli Caspar (1645-1700) e Georg Bose (1650-1700).
Lì si affermò come uno dei principali architetti dell'era barocca, assieme a Johann Gregor Fuchs (1650–1715), Christian Döring (1677–1750), George Werner (1682–1758) e Friedrich Seltendorff (1700–1778) della corporazione dei muratori della città fieristica. Contrariamente a questi architetti e mastri costruttori, il fulcro del suo lavoro non si estendeva solo a Lipsia e dintorni, ma all'intera area della Germania centrale. David Schatz non venne influenzato dal lavoro di Fuchs o Döring e sviluppò il proprio stile architettonico indipendentemente da loro.

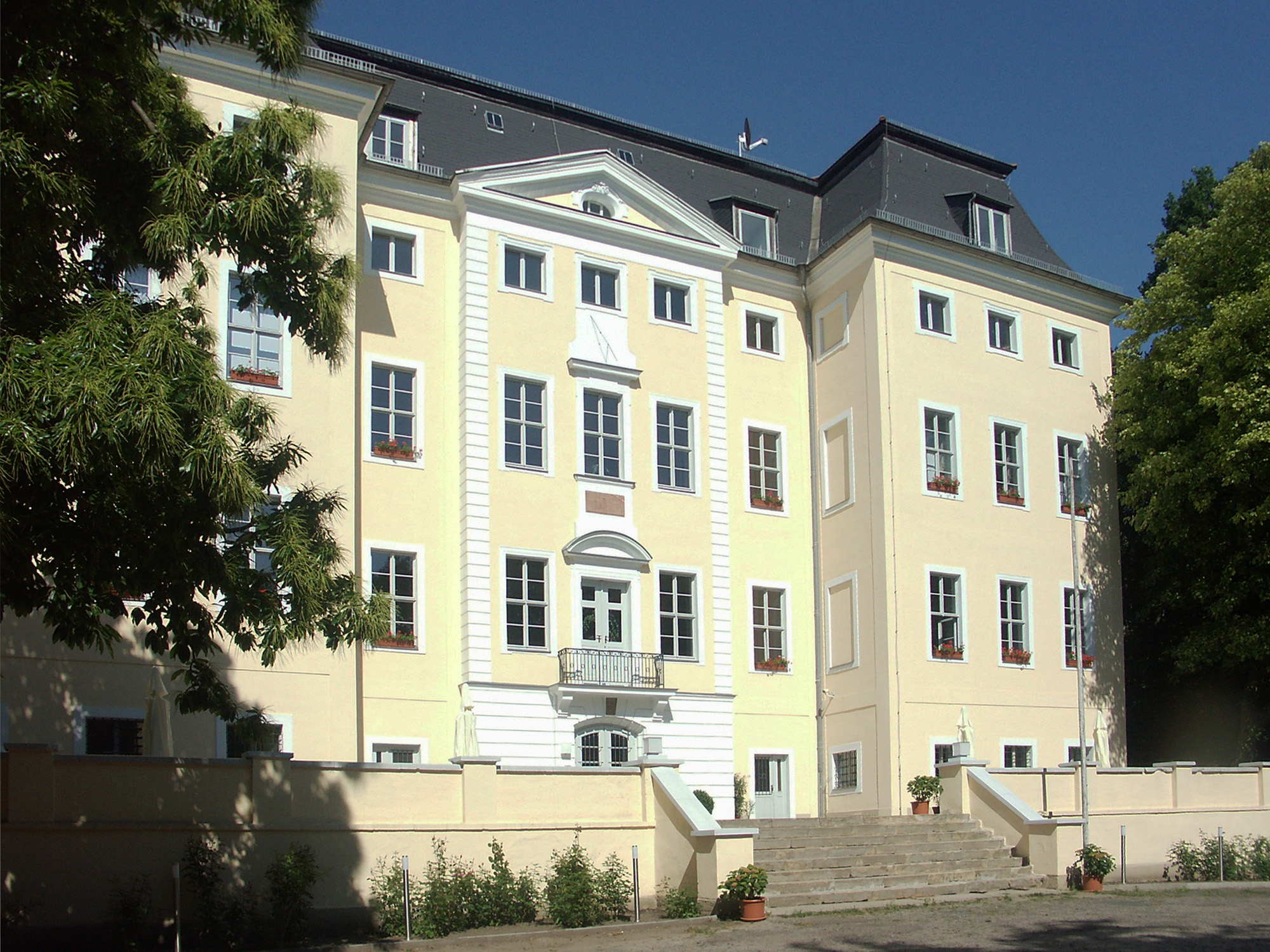
Castello di Knauthain

Oltre alla costruzione del castello di Knauthain (1700-1703) per Karl-Hildebrand von Dieskau e varie case di città di Lipsia o la costruzione della Salvatorkirche a Gera (1717-1720), Schatz progettò anche giardini come quello "dell'Apel" o il parco del castello a Zöbigker. La ricostruzione o la ristrutturazione barocca del castello di Burgscheidungen, che diresse dal 1724 al 1732, è considerata la sua opera principale ed è uno dei risultati eccezionali dell'architettura dei castelli nella Germania centrale.
Nel 1738 gli fu chiesto di presentare una perizia sulla prevista costruzione della cupola della Frauenkirche di Dresda. David Schatz risolse la controversia tra il costruttore George Bähr (1666–1738) e l'ingegnere strutturista Gaetano Chiaveri (1689–1770) con il suo giudizio a favore della soluzione scelta da Bähr.
Con delibera del consiglio comunale di Lipsia. nel 2011. una strada nel sud-ovest di Lipsia è stata intitolata a David Schatz. In precedenza si chiamava Schatzweg.

## Opere (selezione)

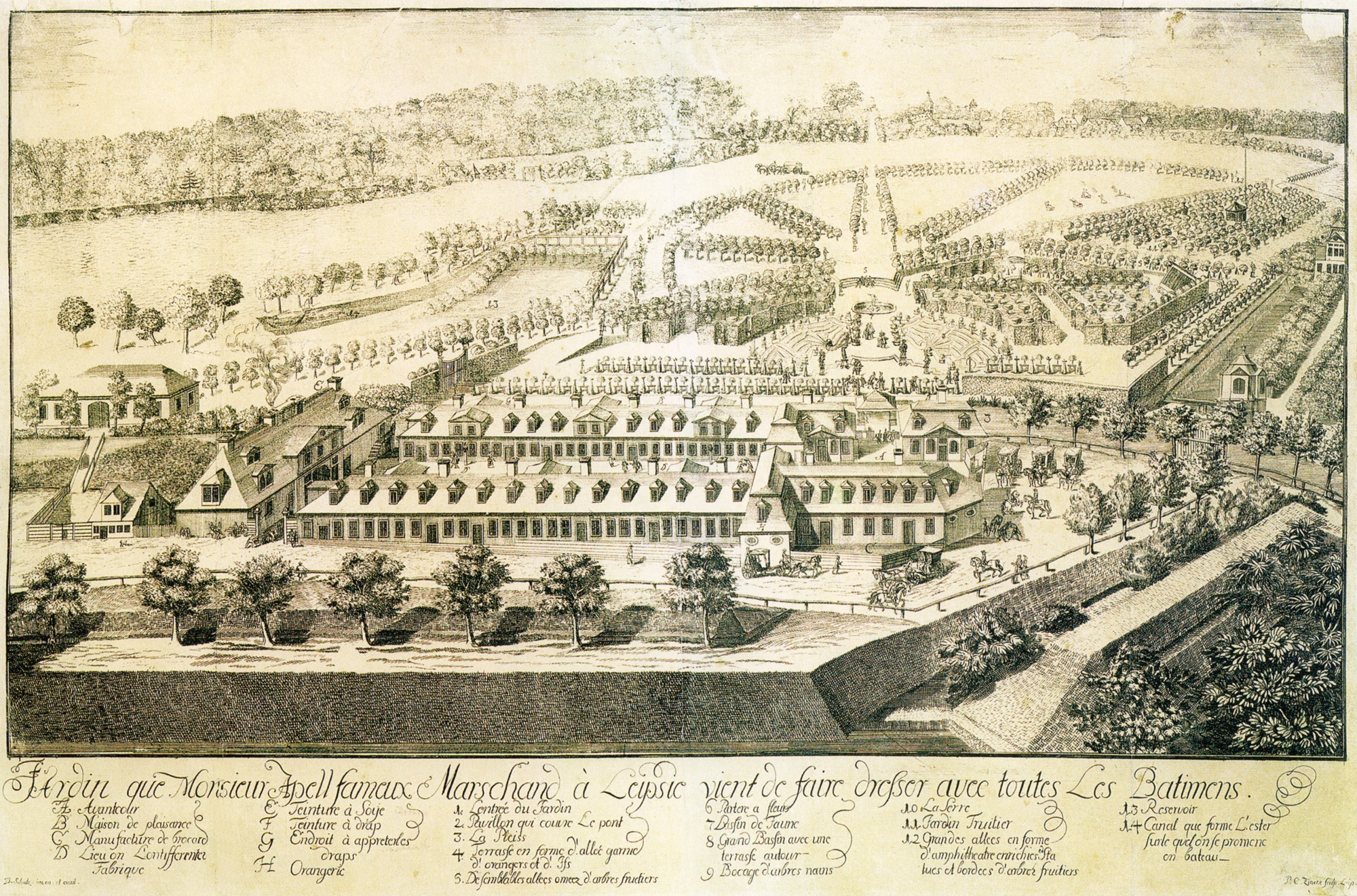
Giardino dell'Apel ed edificio della fabbrica, intorno al 1720

- Progettazione e costruzione del castello di Knauthain vicino a Lipsia, (1700-1705)
- Progetto del Giardino dell'Apel a Lipsia, (1702-1718)[5]
- Ricostruzione del Palais Kötteritz a Dresda, (1711 circa)
- probabilmente: costruzione dell'Hotel de Saxe a Lipsia, Klostergasse 9, (1711 e 1717, demolito nel 1968)
- Costruzione della Vorwerk Funkenburg in quella che allora era Frankfurter Allee a Lipsia (intorno al 1712, demolita nel 1895) [6]
- Costruzione della sua casa a Neumarkt 13 a Lipsia, (1712)
- Costruzione del centro comunitario in Katharinenstrasse 22 a Lipsia, (intorno al 1715, distrutto durante la seconda guerra mondiale)
- Progetto del parco del castello di Zöbigker (oggi parte di Markkleeberg), (1716–1724) [7]
- Costruzione della Chiesa del Salvatore a Gera, (1717-1720)[8]
- Costruzione della successiva cosiddetta chiesa di Martin Lutero nel distretto di Gautzsch a Markkleeberg, (1718)
- probabilmente: riprogettazione barocca del castello Seckendorff a Meuselwitz, (1724–1727) [9]

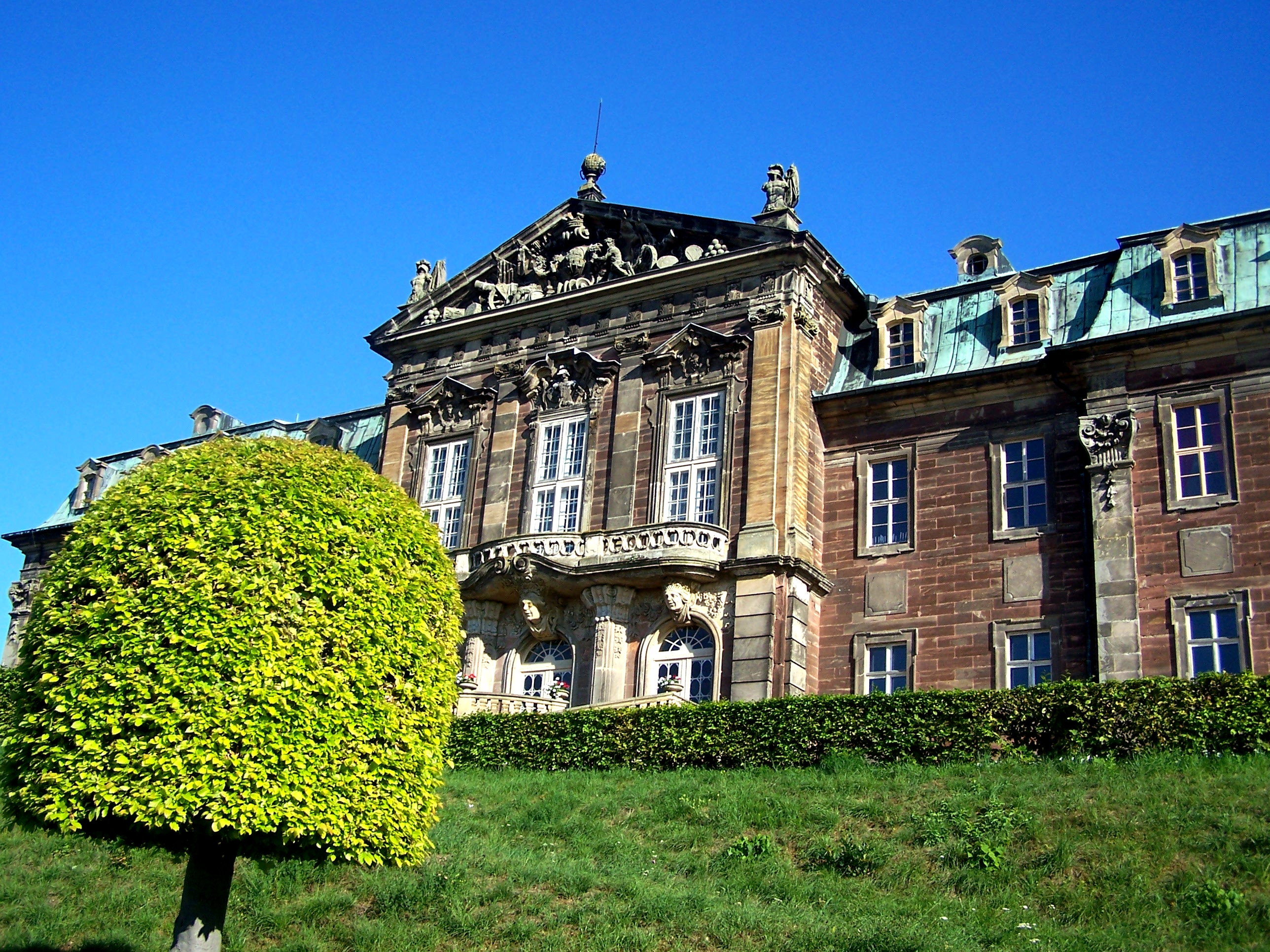
Castello Burgscheidungen

- Castello Burgscheidungen Costruzione della chiesa barocca del villaggio a Calbitz, inclusa la vecchia torre ovest, (1724-1727)
- Costruzione del castello Burgscheidungen a Unstruttal, (1724–1732) [10]
- Ultimi lavori di costruzione del castello di Brandis nel distretto di Lipsia (1727 circa)
- Costruzione del Palazzo Gepülzig vicino a Erlau, (1735-1737, demolito nel 1947)
- Consulenza sulla cupola della Frauenkirche, Dresda, (1738)
- Direzione dei lavori per la ristrutturazione della cappella di corte nel Pleißenburg a Lipsia, (dal 1738) [11]
- Castello di Lodersleben (dal 1740)